# Mesochra quadrispinosa
Mesochra quadrispinosa är en kräftdjursart som beskrevs av Shen och Tai 1965. Mesochra quadrispinosa ingår i släktet Mesochra och familjen Canthocamptidae. Inga underarter finns listade i Catalogue of Life.